# Гоферова змія каліфорнійська
Гоферова змія каліфорнійська (Pituophis vertebralis) — неотруйна змія з роду Гоферові змії родини Вужеві. Раніше визначався як підвиди Pituophis catenifer. Лише у 1940 році визнано окремим видом.

## Опис
Загальна довжина коливається від 90 см до 1,7 м. Голова невелика, є збільшений ростральний щиток. Тулуб стрункий. Кілі спинної луски найменші серед гоферових змій. Відрізняється помаранчево-коричневим забарвленням передній й жовтуватим кольором задньої частин тулуба. Голова однотонна, помаранчева, спинні плями темнішають до голови й хвоста, посередині спини вони світліші, нечіткі. 

## Спосіб життя
Полюбляє пустелі, напівпустлеі, ділянки, порослі чагарником, глинясті та кам'янисті ґрунти. Добре лазить й риє ходи у землі. Активна вдень, корім спекотного періоду. Харчується гризунами, птахами, пташиними яйцями, ящірками, великими комахами. Це дуже агресивна змія.
Це яйцекладна змія. Самиця відкладає до 20 яєць.

## Розповсюдження
Мешкає на півдні півострова Каліфорнія (Мексика). 